# Labeo seeberi
Labeo seeberi is een  straalvinnige vissensoort uit de familie van eigenlijke karpers (Cyprinidae). De wetenschappelijke naam van de soort is voor het eerst geldig gepubliceerd in 1911 door Gilchrist & Thompson.
De soort staat op de Rode Lijst van de IUCN als Bedreigd, beoordelingsjaar 2007. De omvang van de populatie is volgens de IUCN dalend.